# 日本シニアオープンゴルフ選手権競技
日本シニアオープンゴルフ選手権競技（にほんシニアオープンゴルフせんしゅけんきょうぎ）とは日本ゴルフ協会（JGA）主催、日本放送協会（NHK）共催によるPGAシニアツアー公式戦。

## 概要
1991年にJGA、日本プロゴルフ協会 (JPGA)の共催で創始された。1991年当時、JGAは日本シニアゴルフ選手権競技を出場資格60歳以上の規定で開催しており、1962年からJPGAが主催する日本プロゴルフシニア選手権大会の出場資格は50歳以上と、出場年齢の規定に違いがあった。JGAとJPGAは日本シニアオープンゴルフ選手権競技を開催するにあたって、協議を重ね、出場年齢を50歳以上と定めた。
1998年度からは、JGAとNHKの共催となり開催されている。
毎年、開催地・開催コースを変えて行う「サーキット方式」を採用している。
2022年現在、賞金総額8000万円、優勝賞金1600万円。なお2020年大会は新型コロナウイルス感染拡大防止対策による影響で一般非公開として行われた。

## テレビ中継
テレビ中継については一時期テレビ朝日系列で最終日のみ放送されていたが、1998年以降は大会の共催に入っているNHKが中継している。2024年以降はNHK BSで生中継、総合テレビは録画中継となった。2013年大会以降は総合テレビについては2日目以降のラウンドについて、同日深夜にハイライトを放送する体制に変更した。

## 開催地・優勝者
| 回数   | 開催期間                | 優勝者                   | 開催地   | 開催ゴルフコース                                          |
| ------ | ----------------------- | ------------------------ | -------- | --------------------------------------------------------- |
| 第37回 | 2027年9月16日〜19日     | 不明の旗                 | 兵庫県   | 三甲ゴルフ倶楽部ジャパン                                  |
| 第36回 | 2026年9月17日〜20日     |                          | 福岡県   | 玄海ゴルフクラブ                                          |
| 第35回 | 2025年9月18日〜21日     |                          | 神奈川県 | 相模原ゴルフクラブ 東コース                               |
| 第34回 | 2024年9月12日〜15日     | 崔虎星                   | 千葉県   | 千葉カントリークラブ 川間コース （パー71）                |
| 第33回 | 2023年9月14日〜17日     | 藤田寛之                 | 石川県   | 能登カントリークラブ 日本海・はまなすコース               |
| 第32回 | 2022年9月15日〜18日     | プラヤド・マークセン (4) | 滋賀県   | タラオカントリークラブ 西コース                           |
| 第31回 | 2021年9月16日〜19日     | 手嶋多一                 | 山梨県   | シャトレーゼヴィンテージゴルフ倶楽部 （パー71）           |
| 第30回 | 2020年9月17日〜20日     | 寺西明                   | 兵庫県   | 鳴尾ゴルフ倶楽部 （パー70）                               |
| 第29回 | 2019年9月12日〜15日     | 谷口徹                   | 埼玉県   | 日高カントリークラブ 東・西コース                         |
| 第28回 | 2018年7月12日〜15日     | プラヤド・マークセン (3) | 北海道   | ニドムクラシックコース ニスパコース                       |
| 第27回 | 2017年9月14日〜18日     | プラヤド・マークセン (2) | 福岡県   | ザ・クラシックゴルフ倶楽部 キング・クイーンコース         |
| 第26回 | 2016年9月15日〜18日     | プラヤド・マークセン     | 千葉県   | 習志野カントリークラブ                                    |
| 第25回 | 2015年10月29日〜11月1日 | 平石武則                 | 三重県   | COCOPA RESORT CLUB 白山ヴィレッジゴルフコース QUEENコース |
| 第24回 | 2014年10月30日〜11月2日 | 倉本昌弘 (2)             | 兵庫県   | 小野グランドカントリークラブ NEWコース                    |
| 第23回 | 2013年10月31日〜11月3日 | 室田淳 (2)               | 福岡県   | 麻生飯塚ゴルフ倶楽部 ブルー・グリーンコース               |
| 第22回 | 2012年10月25日〜28日    | フランキー・ミノザ       | 愛知県   | 東名古屋カントリークラブ 西コース                         |
| 第21回 | 2011年10月27日〜30日    | 室田淳                   | 広島県   | 広島カンツリー倶楽部 八本松コース                         |
| 第20回 | 2010年10月28日〜31日    | 倉本昌弘                 | 兵庫県   | 鳴尾ゴルフ倶楽部 （パー70）                               |
| 第19回 | 2009年10月29日〜11月1日 | 渡辺司                   | 滋賀県   | 琵琶湖カントリー倶楽部 栗東・三上コース                   |
| 第18回 | 2008年10月23日〜26日    | 中嶋常幸 (3)             | 埼玉県   | 狭山ゴルフ・クラブ 東・西コース                           |
| 第17回 | 2007年10月25日〜28日    | 青木功 (5)               | 熊本県   | くまもと中央カントリークラブ                              |
| 第16回 | 2006年10月26日〜29日    | 中嶋常幸 (2)             | 三重県   | 桑名カントリー倶楽部                                      |
| 第15回 | 2005年11月3日〜6日      | 中嶋常幸                 | 埼玉県   | 嵐山カントリークラブ                                      |
| 第14回 | 2004年10月28日〜31日    | 高橋勝成PO (3)           | 茨城県   | 茨城ゴルフ倶楽部 東コース                                 |
| 第13回 | 2003年10月23日〜26日    | 高橋勝成 (2)             | 兵庫県   | 宝塚ゴルフ倶楽部 新コース （パー71）                      |
| 第12回 | 2002年10月31日〜11月3日 | 福沢孝秋                 | 千葉県   | 我孫子ゴルフ倶楽部                                        |
| 第11回 | 2001年10月25日〜28日    | 小林富士夫PO             | 福岡県   | 太宰府ゴルフ倶楽部                                        |
| 第10回 | 2000年10月26日〜29日    | 高橋勝成                 | 愛知県   | 春日井カントリークラブ 東コース                           |
| 第9回  | 1999年11月14日〜17日    | グラハム・マーシュ (2)   | 兵庫県   | 六甲国際ゴルフ倶楽部 東・中コース                         |
| 第8回  | 1998年11月26日〜29日    | グラハム・マーシュ       | 山口県   | 宇部72カントリークラブ 万年池東コース                     |
| 第7回  | 1997年11月27日〜30日*   | 青木功 (4)               | 千葉県   | 森永高滝カントリー倶楽部                                  |
| 第6回  | 1996年11月21日〜24日    | 青木功 (3)               | 静岡県   | 富士カントリークラブ塩河ゴルフ場                          |
| 第5回  | 1995年11月23日〜26日    | 青木功 (2)               | 茨城県   | 北浦ゴルフ倶楽部                                          |
| 第4回  | 1994年11月24日〜27日    | 青木功                   | 奈良県   | 奈良国際ゴルフ倶楽部                                      |
| 第3回  | 1993年11月25日〜28日    | 金井清一 (3)             | 埼玉県   | 日高カントリー倶楽部 東・西コース                         |
| 第2回  | 1992年11月26日〜29日    | 金井清一 (2)             | 静岡県   | 浜松シーサイドゴルフクラブ                                |
| 第1回  | 1991年10月24日〜27日*   | 金井清一                 | 埼玉県   | 鳩山カントリークラブ                                      |

- PO プレーオフでの決着
- * 天候の影響で54ホールに短縮

## 主な記録
- 優勝回数
  - 5回：青木功（1994年～1997年、2007年）
  - 4回：プラヤド・マークセン（2016年～2018年、2022年）
  - 3回：金井清一（1991年～1993年）、高橋勝成（2000年、2002年、2003年）、中嶋常幸（2005年、2006年、2008年）
  - 2回：グラハム・マーシュ（1998年、1999年）、室田淳（2011年、2013年）、倉本昌弘（2010年、2014年）
- 連続優勝回数
  - 4回：青木功（1994年～1997年）
  - 3回：金井清一（1991年～1993年）、プラヤド・マークセン（2016年～2018年）
  - 2回：グラハム・マーシュ（1998年、1999年）、高橋勝成（2003年、2004年）、中嶋常幸（2005年、2006年）